# Barbara Oakley
Barbara Ann Oakley (de soltera Grim, Lodi, California, 24 de noviembre de 1955) es una profesora estadounidense de ingeniería en la Universidad de Oakland y la Universidad McMaster, cuyos cursos MOOC en línea sobre aprendizaje son de los más populares del mundo. Está involucrada en múltiples áreas de investigación, que van desde la educación STEM hasta las prácticas de aprendizaje.

## Biografía
Nació en Lodi, California, en 1955. Hija de Alfred y Constance Grim. Su padre estuvo en el Cuerpo Aéreo del Ejército de los Estados Unidos, como piloto de bombarderos durante la Segunda Guerra Mundial. Cambió de casa con frecuencia con su familia cuando era niña, habiéndose mudado a diez lugares diferentes para cuando estaba en décimo grado. En esa época, odiaba la Ciencia y las matemáticas.
Después de dejar la escuela secundaria, se alistó en el ejército estadounidense con el propósito de aprender otras lenguas. El ejército la envió a estudiar a la Universidad de Washington, donde completó una licenciatura en lenguas y literatura eslavas. También recibió una amplia formación en ruso en el Defense Language Institute. Pasó a servir como oficial de señales en Alemania durante cuatro años, alcanzando el rango de capitana.
A los 26 años, tras terminar su etapa en el ejército, decidió desafiarse a sí misma y ver si su cerebro, más acostumbrado al estudio de idiomas, podía "reeducar a su cerebro" para estudiar matemáticas, las materias que se le resistieron de pequeña: Matemáticas y Ciencia. Estudió Álgrebra y le resultó difícil. Se lo tomó con calma. Y decidió estudiar ingeniería para comprender mejor el equipo de comunicaciones con el que había estado trabajando en el Ejército.
Completó una licenciatura en ingeniería eléctrica en la Universidad de Washington en 1986. Mientras estudiaba para obtener la licenciatura, trabajó como traductora de ruso en los arrastreros soviéticos en el mar de Bering. También escribió un libro sobre sus experiencias durante este tiempo, titulado Hair of the Dog: Tales from Aboard a Russian Trawler.
Pasó una temporada como operadora de radio en la Estación del Polo Sur en la Antártida . Fue aquí donde conoció a su futuro esposo, Philip Oakley. Se casaron poco después, el 1 de febrero de 1984. Tienen cuatro hijos; dos hijas y dos hijos adoptivos que anteriormente eran refugiados de Kosovo.
Se mudó a Detroit con su familia en 1989. Trabajó brevemente para Ford y luego comenzó a asistir a la Universidad de Oakland mientras realizaba trabajos de consultoría. Recibió una maestría en ingeniería eléctrica e informática en 1995. Continuó su educación después de eso y recibió un Ph.D. en ingeniería de sistemas en 1998.

### Trayectoria académica
Se convirtió en profesora de ingeniería en la Universidad de Oakland en 1998, después de graduarse con un doctorado. Continúa siendo parte del Departamento de Ingeniería Industrial y de Sistemas en Oakland.
Participa en varias áreas de investigación. Estos incluyen educación STEM, educación en ingeniería, aprendizaje general, aprendizaje en línea, MOOC y sus efectos, y estudios de empatía y altruismo.
Elaboró junto con Terry Sejnowski el contenido del curso Learning How to Learn: Powerful mental tools to help you master tough subjects, un MOOC que se ofrece en Coursera en el que ella es docente. Las tres primeras ediciones del curso fueron entre octubre de 2014 y enero de 2015 y atrajo a 300 000 participantes en total. 3.5 millones de personas se han inscrito al curso desde sus inicios.
Ha escrito artículos de opinión sobre el aprendizaje en The Wall Street Journal  y The New York Times .

## Obra
- Uncommon Sense Teaching: Practical Insights in Brain Science to Help Students Learn, by Barbara Oakley, Beth Rogowsky, Terrence J. Sejnowski. Tarcherperigee, 2021
- Learning How to Learn: How to Succeed in School Without Spending All Your Time Studying; A Guide for Kids and Teens, by Barbara Oakley and Terry Sejnowski, with Alistair McConville, Tarcher-Penguin, 2018.
- Mindshift: Break Through Obstacles to Learning and Discover Your Hidden Potential, by Barbara Oakley. TarcherPerigee 2017.
- A Mind for Numbers, by Barbara Oakley, Tarcher-Penguin, 2014.  A New York Times best-selling science book.[13]
- Practicing Sustainability, edited by Guruprasad Madhavan, Barbara Oakley, David Green, David Koon, and Penny Low.  Springer, October, 2012. Elegido en 2013 para el premio Nautilus Silver Book Award.[14]
- Pathological Altruism Eds Barbara Oakley, Ariel Knafo, Guruprasad Madhavan, David Sloan Wilson, Oxford University Press, 2012.[15]
- Cold-Blooded Kindness, by Barbara Oakley, Prometheus Books, 2011.[16]
- Career Development in Bioengineering and Biotechnology, Eds. Guruprasad Madhavan, Barbara Oakley, Luis Kun, Springer, 2008.[17]
- Evil Genes:  Why Rome Fell, Hitler Rose, Enron Failed, and My Sister Stole My Mother's Boyfriend, by Barbara Oakley, Prometheus Books, 2007.[18]
- Hair of the Dog: Tales from Aboard a Russian Trawler, Barbara Oakley, WSU Press, 1996.[4]